# Саидов, Аббас
Аббас Саидов (узб. Аббос Саид; род. 1956, Ташкент) — узбекский писатель и журналист.

## Биография
Родился в 1956 году в Ташкенте. В 1973—1979 годах учился на филологическом факультете Ташкентского государственного университета. Работал корреспондентом газеты «Ёш ленинчи». Позже работал в издательстве ЦК ЛКСМ Узбекистана «Ёш гвардия». Член Союза писателей СССР.

## Творчество
Публиковался в журналах «Звезда Востока», «Молодость» (узб. Ёшлик).
В 2019 году завершил работу над романом «Казои кадар» (узб. Қазои қадар), объёмом около 2000 страниц, над которым работал 13 лет. Роман задуман как трилогия, охватывающая события почти столетней истории узбекского народа. Первая часть трилогии была издана в 2022 году. В романе автор рассматривает проблему моральной деградации общества через историю одной семьи.

### Книги
- 1982 — «Звёзды ближе к луне» (узб. Юлдуз ойга яқин эди), сборник рассказов
- 1986 — «У нас в Ханчарбаге» (узб. Хончорбоғликлар), повесть и рассказы
- 1990 — «Запах мяты — свет луны» (узб. Райҳон иси тутган ҳовли), повести и рассказы
- 1996 — «Пятидневный мир» (узб. Беш кунлик дунё), роман
- 2004 — «Человек, оставшийся на улице» (узб. Кўчада қолган одам)
- 2006 — «Старец» (узб. Қария), повести и рассказы[6]
- 2019 — «Веление судьбы» (узб. Қазои қадар), роман